# Hans Gerschwiler
Hans Gerschwiler (* 20. Juni 1920 in Winterthur; † 27. September 2017 in Pinehurst, North Carolina, USA) war ein Schweizer Eiskunstläufer, der im Einzellauf startete. Er ist der Weltmeister von 1947 und der Europameister von 1947.
Gerschwiler wuchs in Winterthur auf und besuchte dort die Primarschule, die Sekundarschule besuchte er im thurgauischen Arbon. Während eines Aufenthalts in Neuenburg begann er auf Veranlassung seines Onkels Jacques Gerschwiler mit dem Eiskunstlaufen.
Nachdem er 1938 und 1939 die Schweizer Meisterschaft gewonnen hatte, nahm er erstmals an einem grossen internationalen Turnier teil, der Europameisterschaft 1939, und beendete es als Fünfter. Danach wurde seine Karriere durch den Zweiten Weltkrieg unterbrochen. Bei Kriegsausbruch lebte er mit seinem Onkel Jacques Gerschwiler in England. Als der Onkel in die Schweiz zurück musste, blieb Hans bei der Familie Cecilia Colledges, der mehrfachen Welt- und Europameisterin von 1937 bis 1939. Er war während dieser Zeit Fabriksarbeiter und Feuermelder, sodass er nur einmal die Woche Eiskunstlauf trainieren konnte. Trainer war sein zweiter Onkel Arnold Gerschwiler.
Nach Kriegsende gewann er trotz siebenjähriger Unterbrechung auf Anhieb die Europameisterschaft wie auch die Weltmeisterschaft 1947. Bei der Europameisterschaft siegte er vor dem Tschechoslowaken Vladislav Čáp und bei der Weltmeisterschaft knapp vor dem US-Amerikaner Richard Button. Im Jahr darauf unterlag er Button aber bei der Europameisterschaft, der Weltmeisterschaft wie auch den Olympischen Spielen und gewann jeweils die Silbermedaille. Im Anschluss daran beendete er seine Amateurkarriere und wurde Profi.
Gerschwiler war der erste Europa- und Weltmeister im Eiskunstlaufen aus der Schweiz und ist bis heute einer von nur zwei Schweizer Europameistern. Bis zur Weltmeisterschaft 2005, bei der Stéphane Lambiel siegte, war er einziger Schweizer Weltmeister. Nach der Bronzemedaille Georges Gautschis bei den Olympischen Spielen 1924 holte Gerschwiler die zweite Olympiamedaille für die Schweiz im Eiskunstlaufen und teilt sich den Rekord heute mit Stéphane Lambiel, der bei den Olympischen Spielen 2006 ebenfalls Silber gewann.

## Ergebnisse
| Wettbewerb / Jahr         | 1938 | 1939 | 1946 | 1947 | 1948 |
| ------------------------- | ---- | ---- | ---- | ---- | ---- |
| Olympische Winterspiele   |      |      |      |      | 2.   |
| Weltmeisterschaften       |      |      |      | 1.   | 2.   |
| Europameisterschaften     |      | 5.   |      | 1.   | 2.   |
| Schweizer Meisterschaften | 1.   | 1.   | 1.   | 1.   | 1.   |